# Riom
Riom is een gemeente in het Franse departement Puy-de-Dôme in de regio Auvergne-Rhône-Alpes. De gemeente telde 18.680 inwoners op 1 januari 2022. De plaats is de onderprefectuur van het arrondissement Riom. De naam wordt met een nasale o zonder de M uitgesproken, ongeveer zoals veel Franse woorden op -on.

## Geografie
De oppervlakte van Riom bedroeg op 1 januari 2022 31,97 vierkante kilometer; de bevolkingsdichtheid was toen 584,3 inwoners per km². De stad ligt aan de oostrand van het Massif Central in Auvergne, tussen de vlakte van Limagne en de Chaîne des Puys. Door de stad stroomt een kleine rivier, de Ambène.
De onderstaande kaart toont de ligging van Riom met de belangrijkste infrastructuur en aangrenzende gemeenten.

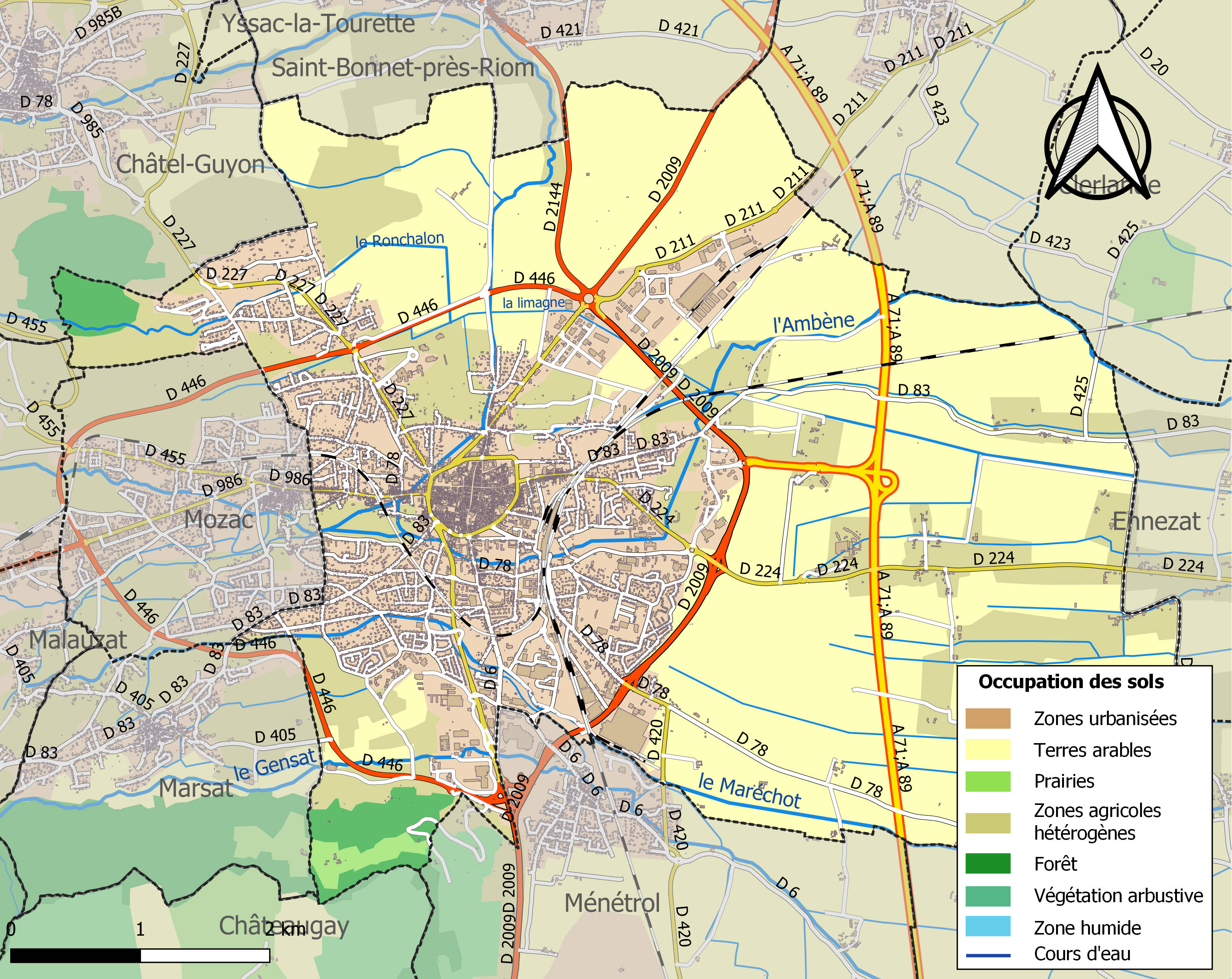

## Verkeer en vervoer
In de gemeente ligt spoorwegstation Riom-Châtel-Guyon. Van hier vertrekken treinen naar o.a. Clermont-Ferrand, Nîmes en Saint-Germain-des-Fossés, dat 8 km ten noorden van Vichy ligt. Riom ligt slechts 12 km ten noorden van Clermont-Ferrand, een stad die door de eeuwen heen als een economische en politieke rivale van Riom werd beschouwd. Door een breed, vlakker gebied loopt een 39 km lange tweebaansweg noordoostwaarts naar de stad Vichy. Ongeveer 75 km in noordwestelijke richting ligt Montluçon. Op 25 km noordwaarts ligt de stad Gannat. Sneller, maar vanwege de tol ook duurder, is de autoroute A71, afrit 13 direct ten oosten van Riom.

## Demografie
Onderstaande figuur toont het verloop van het inwonertal (bron: INSEE-tellingen).

## Geschiedenis

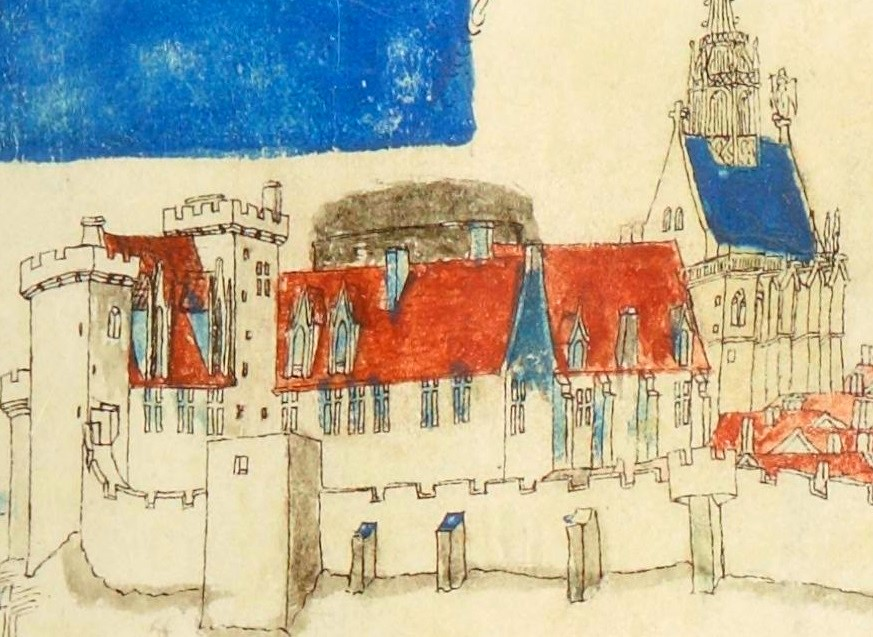
Paleis van de hertogen van Auvergne omstreeks 1450

### Oudheid
In de Gallo-Romeinse tijd bestond de plaats al. Ze heette met een Gallische naam Ricomagos, wat rijke markt of koninklijke markt betekent. De plaats lag op een goed verdedigbare hoogte op een kruispunt van handelswegen. Gregorius van Tours noemde de plaats in een van zijn uit de 6e eeuw daterende geschriften vicus Ricomagensis.

### Middeleeuwen en vroegmoderne tijd

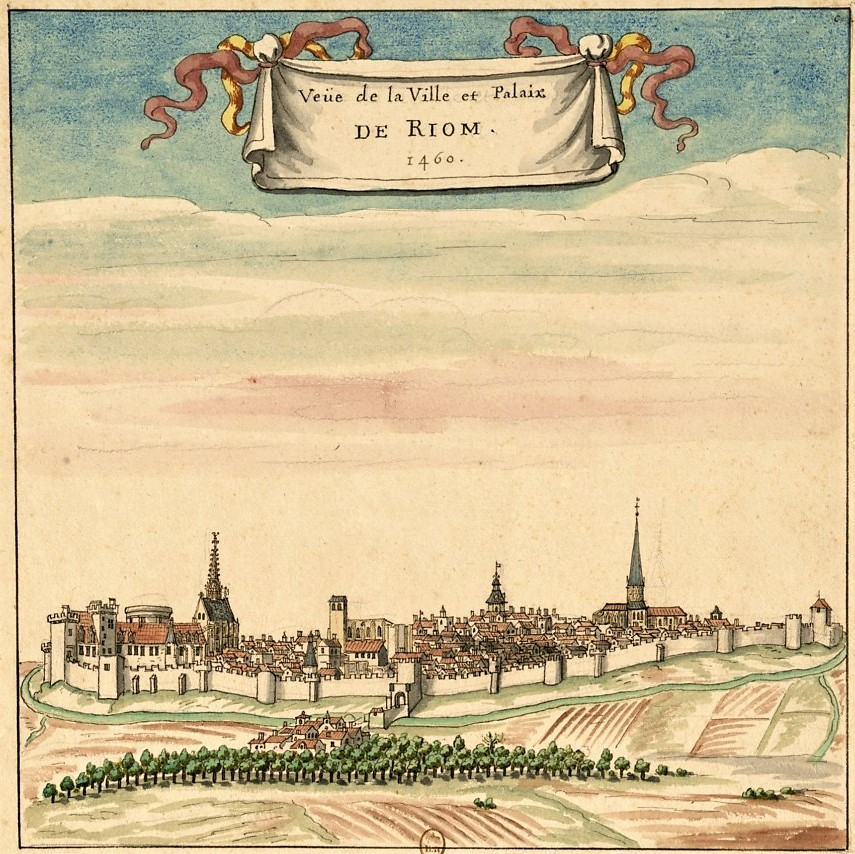
Impressie van de stad omstreeks 1460

Koning Filips II van Frankrijk veroverde Auvergne tussen 1210 en 1213. In 1212 of 1213 werd ook Riom ingenomen, dat vanaf 1213 de hoofdstad werd van het eerste hertogdom Auvergne. Weliswaar was Clermont-Ferrand groter dan Riom, maar Riom kreeg de voorkeur omdat het de bisschopszetel was. In 1270 verkreeg de stad meer onafhankelijkheid van de landsheer in de vorm van een zogenaamde charte de franchise. De burgers van de stad lieten daarop een belfort bouwen, de voorloper van de nog steeds bestaande klokkentoren.
Riom is van 1360 tot 1531 hoofdstad geweest van het (tweede) hertogdom Auvergne, waarvan Jan van Berry (1360-1416), Karel I van Bourbon (1434-1456) , Jan II van Bourbon (1456-1488), Peter II van Bourbon (1488-1503) en Karel III van Bourbon (1505-1527) de belangrijkste hertogen waren.
In 1477 en 1490 werd de stad zwaar door een aardbeving beschadigd.
Na 1531 kwamen Riom en heel Auvergne aan de Franse kroon. Riom was een belangrijk gerechtelijke centrum voor de regio.
Gedurende de Hugenotenoorlogen bleef Riom de katholieke partij trouw.
In 1630 trof een pestepidemie de stad. 

### Moderne tijd
Tijdens de 18e eeuw werden de stadsmuren afgebroken en vervangen door groene boulevards. Ook in het stadscentrum was er vernieuwing. In de tijd van de Franse Revolutie waren er de nodige woelingen in Riom. De stad bleef een belangrijk bestuurlijk en gerechtelijk centrum als onderprefectuur.
Na 1815 bleef Riom, afgezien van de Tweede Wereldoorlog, gevrijwaard van oorlogen en grote rampen en ontwikkelde zich tot een rustige provinciestad.

#### Het proces van Riom (1942)
Dit proces had plaats in het voorjaar van 1942. Door dit proces te voeren wilde het Vichy-regime en inzonderheid maarschalk Pétain de schuld van de Franse nederlaag van 1940 in de schoenen van de linkse politici van de Derde Republiek schuiven. De twee belangrijkste beschuldigden waren Léon Blum en Edouard Daladier, twee ex-premiers van het Frankrijk van de late jaren dertig.
Opmerkelijk is dat dit proces nooit echt afgehandeld is. Het werd afgesloten in 1943.

## Bezienswaardigheden

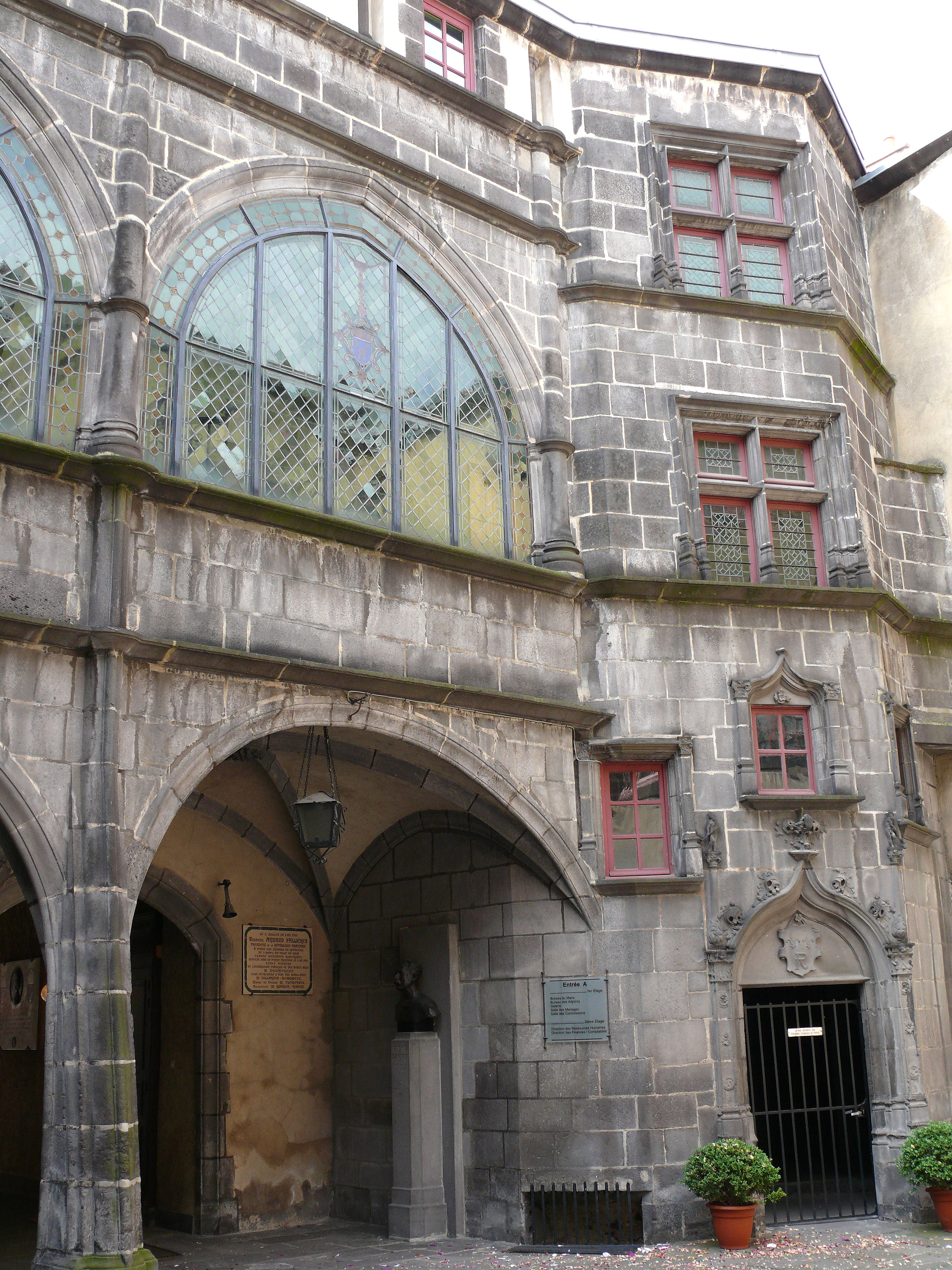
Binnenplaats van het stadhuis met wenteltrap

Het stadscentrum werd in 1967 als geheel beschermd als secteur sauvegardé. De stad telt twee musea:
- Het Musée Mandet (1866), gevestigd in een 18e-eeuws herenhuis (hôtel Dufraisse du Cheix of Desaix). De collectie bevat o.a. schilderkunst uit de 17e-19e eeuw waaronder een Jacob Adriaensz. Backer, ander Hollands en Vlaams werk, archeologische vondsten uit Frankrijk en het Middellandse Zeegebied, 17e- en 18e-eeuwse wandtapijten en meubelen, en een collectie antieke wapens.
- Het Musée régional d'Auvergne (1969), een groot streekmuseum met belangrijke etnografische collectie, en een bescheiden verzameling moderne kunst.

Bezienswaardigheden zijn:
- Het 16e-eeuwse stadhuis, een voormalig stadspaleis met binnenplaats in de stijl van de Italiaanse late renaissance: In 1907 creëerde de beeldhouwer Raymond Léon Rivoire uit Carrara-marmer de beeldengroep Le baiser de la Gloire (De Overwinningskus)[3]. De beeldengroep is te zien bij de binnenplaats. In een nis staat een fraai bronzen beeld van de hand van Auguste Rodin, Gallia Victrix.
- de kerk Saint-Amable [4] de Riom, gesticht op de plaats van een eerder, 5e-eeuws, kerkgebouw, met de status van basiliek, is gebouwd in gotische stijl. Het schip dateert uit de 12e eeuw, het koor uit de 13e eeuw. In de 18e en 19e eeuw is de kerk ingrijpend gewijzigd. De kerk bevat het reliekschrijn met het gebeente van St. Amable.
- de Sainte Chapelle (1395), gebouwd in gotische stijl in opdracht van hertog Jan van Berry. De kapel staat naast het gerechtsgebouw van het Hof van Beroep en is daarom eigendom van het Franse Ministerie van Justitie.
- de kerk Notre-Dame-du-Marthuret, in de 14e eeuw gebouwd in gotische stijl. In het interieur o.a. een vermoedelijk 14e- of 15e-eeuws Mariabeeld en talrijke 19e-eeuwse schilderijen. De torenspits is ten gevolge van diverse natuurrampen diverse malen ingestort en vervangen, de huidige dateert van de 17e eeuw.
- Diverse 18e- en 19e-eeuwse hôtels (statige herenhuizen), de meeste zijn als woning of kantoorpand in gebruik.
- De 14e-eeuwse klokkentoren (oorspronkelijk een belfort), in de 16e- 18e eeuw diverse malen gerenoveerd.
- De markthal uit de jaren 1930 in art-decostijl op de Place de la Fédération.
- Ten westen van de stad , nabij Châtelguyon is een fraai berggebied. Onder andere de gorge d'Enval, 8 km ten westen van Riom met de bron van de Ambène, is spectaculair.

## Economie
Economisch van belang is vooral de gunstige ligging op slechts 12 km van de grote stad Clermont-Ferrand, en de aanwezigheid van een rechtbank in tweede instantie (Cour d'Appel). Tot 2017 stond er een grote tabakfabriek in Riom. Na de sluiting hiervan is het midden- en kleinbedrijf, dat samen met het toerisme en de dienstensector toch al overheersend was in de economie van Riom, verder in belang toegenomen.

## Geboren in Riom
- Gregorius van Tours (ca. 538-594), bisschop
- Jacques Sirmond (1559-1651), jezuïet en historicus
- Jean Sirmond (1589-1649), dichter en historicus
- Prosper de Barante (1782-1866), staatsman en historicus
- Jean-Baptiste Gourbeyre (1786-1845), admiraal en gouverneur van Frans-Guyana en van Guadeloupe
- Rufus (1942), acteur
- Alan Stivell (1944), musicus en vertolker van o.a. Bretonse muziek
- Hubert Fournier (1967), voetbaltrainer
- Lucas Daniel (1995), boogschutter

## Niet te verwarren met
- Riom-ès-Montagnes in het departement Cantal
- Riom-Parsonz in Graubünden, Zwitserland
- Rioms